# Championnats de France de paratriathlon 2024
Navigation
2023 2025
Les championnats de France de paratriathlon 2024 ont lieu à Saint-Jean-de-Monts le dimanche 15 septembre 2024.

## Palmarès
55 compétiteurs sont inscrits pour 2024, 40 hommes et 15 femmes. Classement général de la course qui s'est déroulée sur distance S, ils mettent en œuvre la classification de handicap validée par la Fédération internationale de triathlon.

### Hommes
| Position           | PTWC            | PTS2              | PTS3             | PTS4                     | PTS5             | PTVI                       | PTS7                  | PTS8            | Open           |
| ------------------ | --------------- | ----------------- | ---------------- | ------------------------ | ---------------- | -------------------------- | --------------------- | --------------- | -------------- |
| Médaille d'or      | Louis Noël      | Sylvain Fernandez | Cédric Denuzière | Pierre-Antoine Baele     | Antoine Besse    | Maxime Gayet               | Mattéo Ruberti        | Anatole Beghin  | Nicolas Lebois |
| Médaille d'argent  | Étienne Debarre | NA                | Jonathan Deleidi | Antoine Lamarche Poulain | Matthieu Leroy   | Anthony (Antoine) Garziano | Jean-Baptiste Richard | Thomas Sounalet | Thibault Paul  |
| Médaille de bronze | Julien Viot     | NA                | Nicolas Bouchet  | Grégoire Berthon         | Adrien Bourgeade | NA                         | Sylvain Etringer      | Damien Teillet  | Laurent Berthe |

### Femmes
| Position           | PTWC          | PTS2 | PTS3               | PTS4             | PTS5             | PTVI                | PTS7 | PTS8         | Open |
| ------------------ | ------------- | ---- | ------------------ | ---------------- | ---------------- | ------------------- | ---- | ------------ | ---- |
| Médaille d'or      | Mona Francis  | NA   | Luan Mazet-Vignaud | Marie Delatour   | Gwladys Lemoussu | Fanny Bourdelas     | NA   | Sophie Mazin | NA   |
| Médaille d'argent  | Claire Mege   | NA   | Coline Grabinski   | Sandra Lobbrecht | Clara Lefaucheux | Mathilde Le Gaffric | NA   | NA           | NA   |
| Médaille de bronze | Élise Laurent | NA   | NA                 | NA               | Erika Gaudefroy  | Fanny Bourdelas     | NA   | NA           | NA   |